# Le inchieste del commissario Maigret
Le inchieste del commissario Maigret è uno sceneggiato italiano incentrato sul personaggio letterario di Georges Simenon, fra i più famosi della TV in bianco e nero: diretto da Mario Landi e trasmesso sul Canale Nazionale nell'inverno 1964-1965, grazie anche a Gino Cervi nei panni del protagonista ebbe un tale successo che la Rai realizzò nuovi episodi per la stagione seguente. 
Poiché il gradimento si rinnovò, l'emittente pubblica ne produsse altri due cicli, sempre con gli stessi attori e regista, trasformandolo di fatto in una “serie”, per un totale di trentacinque puntate. Gli episodi, tratti da 16 romanzi o racconti del giallista belga, andarono in onda nell'arco di otto anni, fra il dicembre 1964 e il settembre 1972.

## Ideazione
Fu lo scrittore e drammaturgo Diego Fabbri a proporre alla Rai di adattare per il piccolo schermo le avventure del poliziotto parigino nato dalla penna di Simenon: del progetto venne incaricato Andrea Camilleri, all'epoca delegato di produzione, che chiamò alla direzione Mario Landi, affiancandogli Fabbri e altri autori per la sceneggiatura.
Nel ruolo del titolo, il regista stesso suggerì Gino Cervi, che avrebbe rinnovato con questa interpretazione una fama duratura. Come tutta la televisione dei primi anni, oltre che in bianco e nero lo sceneggiato fu girato quasi tutto in studio.

## Le serie
Il secondo ciclo di episodi (cioè romanzi adattati in due o tre puntate, di rado una sola) andò in onda, con il titolo Le nuove inchieste del commissario Maigret, fra il febbraio e l'aprile del 1966, seguita poi, fra il maggio e l'agosto del 1968, da una terza stagione, che riprese il titolo iniziale e che sarà la più lunga delle quattro. L'ultima, nel settembre 1972, sempre con il titolo Le inchieste del commissario Maigret, riuscì a incollare davanti al televisore diciotto milioni e mezzo di telespettatori.

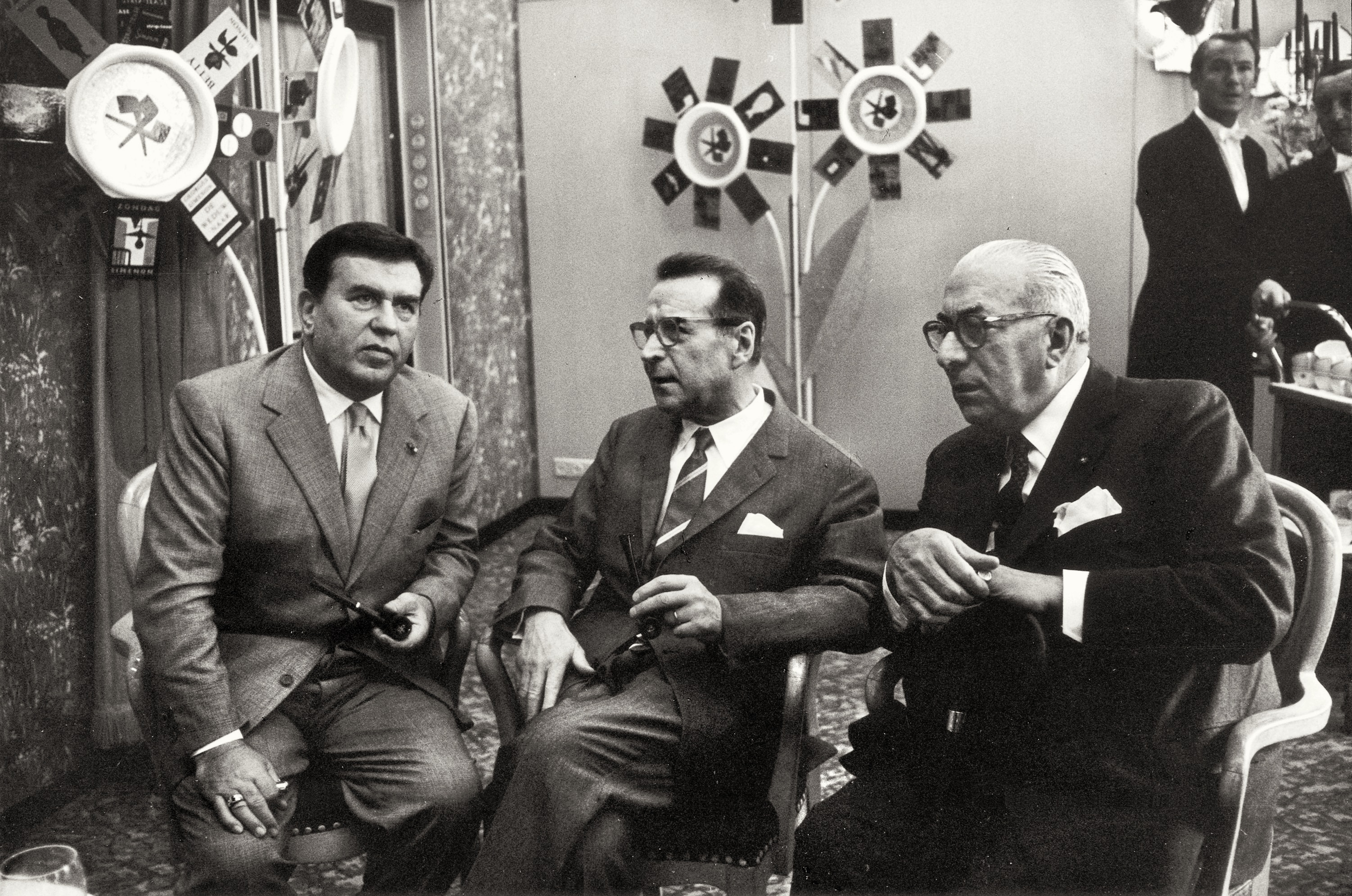
Gino Cervi con lo scrittore Georges Simenon e l'editore Arnoldo Mondadori

Quando venne realizzata la quarta stagione, Gino Cervi aveva ormai superato i settanta anni (e poco meno ne aveva Andreina Pagnani, che interpretava la signora Maigret) e ciò indusse gli autori e i responsabili di produzione a ritenere che quella dovesse essere necessariamente l’ultima serie. Nonostante i possibili espedienti per farlo apparire più giovane, in una ipotetica quinta serie da presentare qualche anno dopo, Cervi sarebbe infatti risultato ormai sempre meno plausibile nella parte di un poliziotto ancora in servizio. Da ciò derivò anche la scelta degli episodi: nei primi due infatti Maigret è ancora in servizio ma ormai prossimo alla pensione, mentre nel terzo e ultimo (Maigret in pensione) il commissario, già a riposo, è costretto a tornare momentaneamente a Parigi per tirare fuori dai guai il nipote poliziotto accusato di omicidio. Nell'ultima sequenza, che chiude l'episodio e con esso l'intera serie, si vede Maigret che, dopo aver brillantemente risolto anche l'ultima imprevista inchiesta, si gode la nuova vita da pensionato nella sua casa di campagna stappando una bottiglia di vino di sua produzione.
Per le prime due serie, del 1965 e del 1966, attenendosi più strettamente all'epoca nella quale erano ambientati e pubblicati gran parte dei romanzi originali di Simenon, fu scelto di ambientare gli episodi negli anni trenta-quaranta (si vedano infatti gli arredi e gli abiti indossati, gli apparecchi telefonici e i modelli di automobile). A partire dalla serie del 1968, invece, l'ambientazione fu riportata al contesto contemporaneo, vale a dire agli anni sessanta per la terza serie, e ai primi anni settanta per la quarta e ultima serie.
Tutti gli episodi delle varie serie figurarono tra i dieci programmi più visti dell'anno. La seconda serie, "Le nuove inchieste del commissario Maigret", ebbe un ascolto medio di 13,5 milioni; la terza, "Le inchieste del commissario Maigret", nel 1968, un indice di ascolto di 14 milioni, mentre l'episodio finale "Maigret va in pensione" registra il record d'ascolti per la serie: 18,5 milioni di telespettatori.
Sull'onda del successo televisivo, nel 1967 fu realizzato un film a colori firmato dallo stesso regista: Maigret a Pigalle, una produzione italo-francese sempre con Gino Cervi nel ruolo del protagonista, con un cast formato da alcuni attori comparsi anche nella serie Rai (Mario Feliciani, Antonio Battistella, Diego Michelotti, Elena de Merik) e da attori francesi.
Per una singolare coincidenza, nello stesso anno 1972 in cui venne mandato in onda l'ultimo episodio della serie TV, che, come visto, è proprio quello nel quale Maigret va in pensione, si assistette anche al ritiro dalle scene di Gino Cervi e alla pubblicazione dell'ultimo romanzo con Maigret protagonista (Maigret e il signor Charles).

## Stagioni

Gino Cervi nei panni del commissario Maigret

### Le inchieste del commissario Maigret (1964)
- Un'ombra su Maigret, tratto dall'omonimo romanzo, trasmesso in tre puntate il 27 dicembre 1964, 1º e 3 gennaio 1965
- L'affare Picpus, tratto dal romanzo Maigret e la chiromante, trasmesso in tre puntate il 10, 15 e 17 gennaio 1965
- Un Natale di Maigret, tratto dall'omonimo racconto, trasmesso in una puntata il 24 gennaio 1965
- Una vita in gioco, tratto dal romanzo La testa di un uomo, trasmesso in tre puntate il 7, 12 e 14 febbraio 1965

### Le nuove inchieste del commissario Maigret (1966)
- Non si uccidono i poveri diavoli, tratto dall'omonimo racconto, trasmesso in due puntate il 20 e 27 febbraio 1966
- L'ombra cinese, tratto dall'omonimo romanzo, trasmesso in quattro puntate il 6, 13, 20 e 27 marzo 1966
- La vecchia signora di Bayeux, tratto dall'omonimo racconto, trasmesso in una puntata il 3 aprile 1966
- L'innamorato della signora Maigret, tratto dall'omonimo racconto, trasmesso in una puntata il 17 aprile 1966

### Le inchieste del commissario Maigret (1968)
- Maigret e i diamanti, tratto dal romanzo La pazienza di Maigret, trasmesso in tre puntate il 19, 26 maggio e 2 giugno 1968[N 2]
- Maigret e l'ispettore sfortunato, tratto dal racconto Maigret e l'ispettore scontroso, trasmesso in una puntata il 9 giugno 1968.
- Il cadavere scomparso, tratto dal racconto La testimonianza del chierichetto, trasmesso in una puntata il 7 luglio 1968.
- La chiusa, tratto dal romanzo La chiusa n. 1, trasmesso in tre puntate il 14, 21 e 28 luglio 1968
- Maigret sotto inchiesta, tratto dall'omonimo romanzo, trasmesso in tre puntate il 4, 11 e 18 agosto 1968.

### Le inchieste del commissario Maigret (1972)
- Il pazzo di Bergerac, tratto dall'omonimo romanzo, trasmesso in due puntate il 2 e 3 settembre 1972
- Il ladro solitario, tratto dal romanzo Maigret e il ladro pigro, trasmesso in due puntate il 9 e 10 settembre 1972
- Maigret in pensione, tratto dal romanzo Maigret, trasmesso in due puntate: 16 e 17 settembre 1972

## Personaggi e interpreti

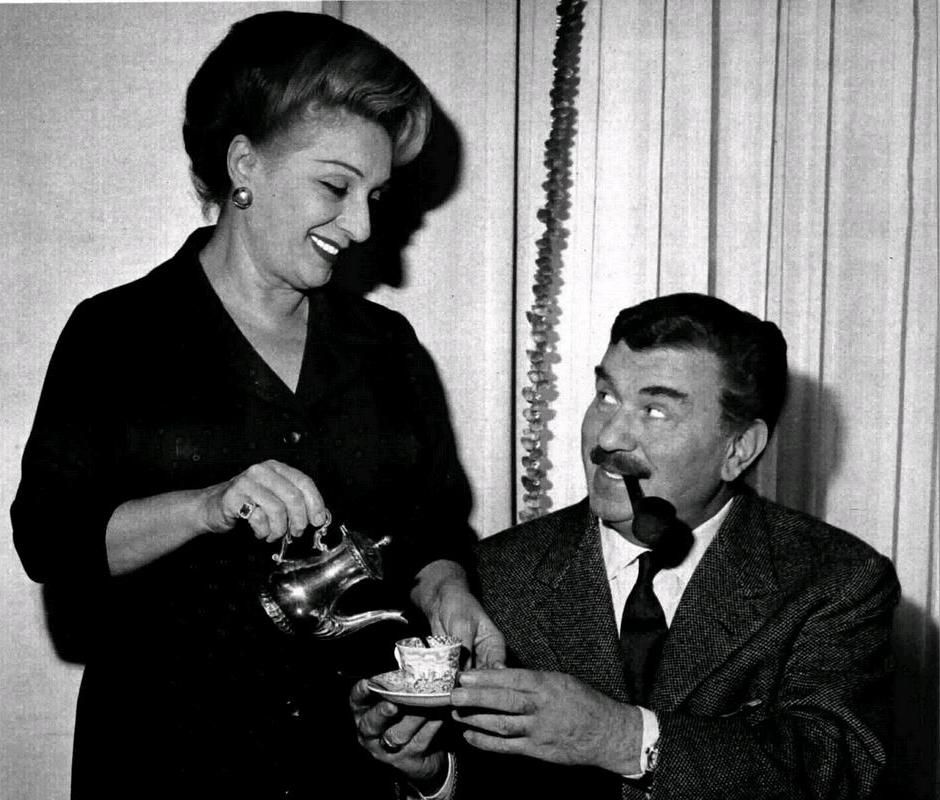
La signora Maigret (Pagnani) e il commissario (Cervi)

A proposito dell'interpretazione di Cervi, Simenon dichiarò che secondo lui "andava molto bene" nel ruolo del commissario. In seguito confermò che Cervi era l'interprete che più si era avvicinato alla sua idea di Maigret.
L'ammirazione di Simenon è confermata anche da Giulio Nascimbeni, che nel corso dell'ultima intervista concessa dallo scrittore belga, il 19 maggio 1985, gli chiese: "È vero che pur essendo stato interpretato da un grandissimo attore come Jean Gabin, dopo aver visto la serie delle inchieste di Maigret alla televisione italiana, con protagonista Gino Cervi, lei ha dichiarato 'è lui il mio Maigret'? Simenon rispose 'lo confermo'".
Oltre all'attore bolognese e ad Andreina Pagnani, sempre presente nel ruolo della signora Maigret, fecero parte del cast, in quasi tutte le serie:
- Mario Maranzana, nel ruolo dell'ispettore Lucas
- Manlio Busoni, nel ruolo dell'ispettore Torrence
- Daniele Tedeschi, nel ruolo dell'ispettore Janvier
- Gianni Musy, nel ruolo del giovane Lapointe
- Oreste Lionello, nel ruolo del dottor Moers
- Franco Volpi, nel ruolo del giudice Coméliau
- Edoardo Toniolo, nel ruolo del direttore della polizia
- Rino Genovese, nel ruolo dell'usciere Leopold

Sono apparsi in singoli episodi altri attori noti, o prossimi a esserlo, come:
Sergio Tofano (L'affare Picpus, Il cadavere scomparso), Gian Maria Volonté, (Una vita in gioco),  Marisa Merlini (Il pazzo di Bergerac, La Chiusa), Arnoldo Foà (La chiusa), Ugo Pagliai (Una vita in gioco, La vecchia signora di Bayeux), Andrea Checchi (Un Natale di Maigret, La chiusa), Marina Malfatti (L'ombra cinese), Giuseppe Pambieri (Maigret in pensione), Loretta Goggi (Non si uccidono i poveri diavoli), Leopoldo Trieste (Maigret e i diamanti).
Ha inoltre partecipato uno stuolo di bravissimi attori per lo più di estrazione teatrale, tra cui (in ordine alfabetico):
Lydia Alfonsi (L'ombra cinese), Carlo Alighiero (La vecchia signora di Bayeux, Maigret sotto inchiesta), Irene Aloisi (Non si uccidono i poveri diavoli), Gabriella Andreini (Un'ombra su Maigret, L'ombra cinese, Maigret e l'ispettore sfortunato, Maigret in pensione), Lia Angeleri (Un Natale di Maigret), Franco Angrisano (Il pazzo di Bergerac), Silvio Bagolini (L'ombra cinese), Ennio Balbo (Un'ombra su Maigret), Aldo Barberito (La vecchia signora di Bayeux, Il ladro solitario), Mario Bardella (L'ombra cinese), Cesco Baseggio (Maigret sotto inchiesta), Antonio Battistella (L'ombra cinese, Maigret e l'ispettore sfortunato), Marco Bonetti (Maigret in pensione), Andrea Bosic (Non si uccidono i poveri diavoli), Mariolina Bovo (L'affare Picpus, Maigret e i diamanti), Mercedes Brignone (L'affare Picpus), Pier Paola Bucchi (Maigret sotto inchiesta), Paolo Carlini (Il pazzo di Bergerac), Antonio Casagrande (L'affare Picpus), Luigi Casellato (Un'ombra su Maigret), Franco Castellani (La vecchia signora di Bayeux), Andrea Checchi (Un Natale di Maigret), Vittorio Congia (Maigret in pensione), Mico Cundari (Il ladro solitario, Maigret in pensione), Umberto D'Orsi (L'innamorato della signora Maigret), Nino Dal Fabbro (Maigret sotto inchiesta), Elena de Merik (Un Natale di Maigret, Maigret e i diamanti, Il ladro solitario), Antonella Della Porta (La chiusa, Il ladro solitario), Vittoria Di Silverio (La vecchia signora di Bayeux), Mirko Ellis (Un'ombra su Maigret), Mario Feliciani (La vecchia signora di Bayeux, Maigret e i diamanti), Jole Fierro (L'affare Picpus, Maigret sotto inchiesta), Corrado Gaipa (Maigret in pensione), Giovanna Galletti (Il ladro solitario), Gianni Garko (L'ombra cinese), Ileana Ghione (Maigret e l'ispettore sfortunato), Gabriella Giacobbe (L'affare Picpus), Giulio Girola (Non si uccidono i poveri diavoli, Il pazzo di Bergerac), Carlo Hintermann (L'innamorato della signora Maigret), Gino Lavagetto (Una vita in gioco, Il ladro solitario), Loris Loddi (L'innamorato della signora Maigret, Il cadavere scomparso), Angela Luce (Il pazzo di Bergerac), Renato Lupi (Un'ombra su Maigret, Maigret sotto inchiesta, Maigret in pensione), Walter Maestosi (Una vita in gioco), Michele Malaspina (Non si uccidono i poveri diavoli), Evi Maltagliati (L'affare Picpus), Augusto Mastrantoni (Non si uccidono i poveri diavoli), Anna Mazzamauro (La vecchia signora di Bayeux), Gilberto Mazzi (L'affare Picpus), Franca Mazzoni (Un'ombra su Maigret, Non si uccidono i poveri diavoli, Maigret sotto inchiesta), Adriano Micantoni (Maigret e i diamanti), Diego Michelotti (Un'ombra su Maigret, Il pazzo di Bergerac), Anna Miserocchi (L'ombra cinese), Luigi Montini (Maigret e l'ispettore sfortunato), Marina Morgan (L'ombra cinese, La chiusa), Corrado Olmi (Il ladro solitario), Orazio Orlando (Un'ombra su Maigret), Giuseppe Pagliarini (La vecchia signora di Bayeux), Quinto Parmeggiani (Un'ombra su Maigret, Maigret e i diamanti), Nino Pavese (L'affare Picpus), Didi Perego (L'innamorato della signora Maigret), Gino Pernice (L'ombra cinese, Non si uccidono i poveri diavoli, L'innamorato della Signora Maigret), Giuseppe Pertile (L'affare Picpus, Il cadavere scomparso), Antonio Pierfederici (Maigret sotto inchiesta), Giusi Raspani Dandolo (Un'ombra su Maigret), Sergio Reggi (Maigret in pensione), Luisa Rivelli (Una vita in gioco), Valeria Sabel (Il cadavere scomparso), Gina Sammarco (L'ombra cinese), Vittorio Sanipoli (Maigret sotto inchiesta), Loredana Savelli (L'affare Picpus), Franco Scandurra (Un'ombra su Maigret, L'ombra cinese, Maigret e i diamanti, Il pazzo di Bergerac), Carmen Scarpitta (La vecchia signora di Bayeux), Tino Schirinzi (La vecchia signora di Bayeux), Leonardo Severini (L'ombra cinese), Stefano Sibaldi (Non si uccidono i poveri diavoli), Franco Silva (La vecchia signora di Bayeux, Il ladro solitario), Gianni Solaro (Maigret e l'ispettore sfortunato), Edda Soligo (L'affare Picpus, Il cadavere scomparso), Ivano Staccioli (L'affare Picpus), Silvano Tranquilli (L'innamorato della signora Maigret), Lino Troisi (Il cadavere scomparso), Mila Vannucci (Un'ombra su Maigret, Maigret e i diamanti), Jolanda Verdirosi (Non si uccidono i poveri diavoli), Nietta Zocchi (L'affare Picpus).

## Le apparizioni del regista Mario Landi
In diversi episodi delle quattro serie vi sono brevi apparizioni dello stesso regista Mario Landi (per i dettagli si veda la seguente sezione Esterni): si tratta di passaggi di pochi secondi inseriti quasi sempre nelle sequenze delle sigle iniziali come una sorta di "firma" del regista, ad imitazione di quanto faceva Alfred Hitchcock nei suoi film.

## Esterni
Per le prime due serie, andate in onda fra il 1964 e il 1966, gran parte delle sequenze, persino per alcune ambientazioni da esterno, erano girate in interni, nei teatri di posa e studi televisivi della RAI (ad esempio: la finta Rue des Acacias ricostruita in studio in Maigret sotto inchiesta, o l'intero giardino pubblico ricostruito in interno nell'episodio L'innamorato della signora Maigret). Solo poche sequenze, fra le quali quelle delle sigle iniziali, venivano filmate a Parigi in esterno, per assicurare maggiore autenticità all'ambientazione.
Negli anni successivi, per la terza e quarta serie, andate in onda fra il 1968 e il 1972, potendo contare su una tecnologia televisiva più evoluta, poté essere inserito un maggior numero di sequenze girate in esterni.
Sono comunque riconoscibili diversi luoghi nelle sequenze esterne, filmate per lo più a Parigi e in poche eccezioni in altre località francesi:
Prima serie
- Un'ombra su Maigret: le immagini della sigla iniziale sono filmate a Parigi, sulla Torre Eiffel. Maigret sale nell'ascensore e si affaccia dalla terrazza della Torre. Dalle immagini si può notare come, all'epoca delle riprese, non fossero ancora state montate le reti protettive sulla balaustra della terrazza. In una breve sequenza della prima puntata, Maigret esce da un portone del Boulevard Richard-Lenoir di Parigi, che è il viale in cui Simenon immagina l'abitazione del commissario: nella sequenza viene inquadrata brevemente la targa indicante la via.
- L'affare Picpus: le immagini della sigla iniziale sono filmate in Place du Tertre nel quartiere di Montmartre a Parigi. Maigret passeggia fra i tavoli all'aperto dei ristoranti della piazza. Al minuto 40'22" della seconda puntata si riconosce Mario Landi, il regista della serie televisiva, che fa una breve apparizione: è l'uomo in maglietta scura e pantaloni chiari, con occhiali, baffi e pipa, seduto ad un tavolino all'aperto nei pressi della riva della Senna.
- Un Natale di Maigret: le immagini della sigla iniziale sono filmate in notturna in Place Pigalle a Parigi. Maigret cammina nei pressi dei famosi locali notturni della zona.
- Una vita in gioco: le immagini della sigla iniziale sono filmate da un battello turistico che naviga lungo la Senna a Parigi. Maigret è a bordo, il battello passa sotto alla Cattedrale di Notre-Dame. In una sequenza nel corso della prima puntata, l'evaso Heurtin fugge lungo Rue de la Santé (si legge il nome della via in una targa lungo il marciapiede), nei pressi del penitenziario parigino chiamato appunto La Santé. In una sequenza nel corso della terza puntata Maigret si aggira nei pressi della scalinata del Sacré-Coeur di Parigi.

Seconda serie
- Non si uccidono i poveri diavoli: le immagini della sigla iniziale sono filmate su un lungo Senna a Parigi. Maigret cammina nei pressi del fiume. Nella seconda puntata dell'episodio Maigret attraversa Quai de la Gare, nei pressi del Pont de Bercy, ben riconoscibile sullo sfondo, ed entra poi in un piccolo bistrot. Le vecchie case situate lungo Quai de la Gare, che si vedono in questa sequenza (fra cui il bistrot in cui entra Maigret), oggi non esistono più: furono abbattute negli anni novanta per far posto ai grandi edifici che oggi ospitano la Biblioteca nazionale di Francia.
- L'ombra cinese: le immagini della sigla iniziale sono filmate in notturna a Parigi; una prima parte con Maigret che si affaccia dall'alto di un palazzo situato fra Place de l'Alma e avenue de New York (all'inizio si vede Avenue Bosquet, poi l'inquadratura si sposta verso Av. Rapp e la Torre Eiffel, dietro a Maigret), poi, nelle immagini successive, sempre in notturna, Maigret osserva la Torre Eiffel dal lato di Avenue New York e nella sequenza successiva passa davanti al Palazzo dell'Assemblea Nazionale, fra Quai d'Orsay e Bv. Saint-Germain. Si riconosce Mario Landi, il regista della serie televisiva, che in queste sequenze fa una breve apparizione: è l'uomo con occhiali, baffi e pipa che incrocia Maigret sul lungo Senna. In una sequenza della seconda puntata Maigret cammina lungo la Senna e si ferma a pensare, appoggiato alla balaustra lungo il fiume. La via, che all'epoca delle riprese si chiamava Voie sur berge Rive Droite, si chiama oggi Voie Georges-Pompidou; le immagini sono state riprese grosso modo all'altezza di Avenue René Boylesve (nella inquadratura, sullo sfondo, si riconosce il Pont de Bir-Hakeim e, poco più indietro, la Torre Eiffel). In una sequenza della terza puntata Maigret cammina lungo la rampa che da Voie Georges-Pompidou sale in Quai de la Mégisserie (grosso modo all'altezza di Rue des Orfèvres) e si ferma a scrivere degli appunti: alle sue spalle, sulla riva opposta della Senna, si riconosce il palazzo della Corte di Cassazione (all'epoca delle riprese molto annerito, oggi restaurato e chiaro).
- La vecchia signora di Bayeux: gli esterni di questo episodio, che nella finzione dovrebbero rappresentare Bayeux, in Normandia, dove Maigret è stato inviato per un incarico temporaneo, sono stati filmati in realtà a Rambouillet, cittadina poco a sud ovest di Parigi. Le immagini della sigla iniziale sono filmate alla stazione ferroviaria di Rambouillet: Maigret scende da un treno e viene accompagnato da un gendarme al locale ufficio di polizia. Per realizzare questa sequenza, sul cartello della pensilina indicante la località, al posto di Rambouillet è stata apposta la scritta Saint-Lô, cittadina che è a una trentina di chilometri da Bayeux. Anche gli altri esterni di questo episodio sono girati a Rambouillet: l'Hotel du Nord, dove alloggia Maigret è in realtà un villino privato che si trova lungo Rue Léon Gambetta, poco prima dell'incrocio con Rue Dubuc. La grande villa ripresa nell'episodio come la casa del signor Delijeard è oggi la sede dell'Institut International de Rambouillet, in Rue Lenotre. In un'altra sequenza si vede Maigret raggiungere l'ufficio del procuratore, attraversando Place de la Libération (l'edificio che nella finzione è la sede della procura, nella realtà è il municipio di Rambouillet). In una successiva scena, Maigret attraversa Place Jeanne d'Arc (si riconosce la chiesa di St. Lubin) e suona al portone al n.2 della piazza. La scena nella quale l'auto del signor Delijeard procede nel fango è stata filmata intorno al laghetto artificiale, detto Le Rondeau, del Castello di Rambouillet[N 4]. In una scena nei primi minuti, nella quale Maigret attraversa Rue Gambetta per rientrare in albergo si riconosce il regista Mario Landi: è l'uomo con cappello e occhiali, accompagnato da una donna, che saluta Maigret.
- L'innamorato della signora Maigret:  le immagini della sigla iniziale sono filmate a Parigi. Maigret cammina provenendo dal Pont de l'Archeveche, prosegue su Quai de la Tournelle, incamminandosi quindi verso la Cattedrale di Notre-Dame.

Terza serie
- Maigret e i diamanti: le immagini della sigla iniziale sono filmate a Parigi in notturna. Maigret si aggira davanti al Moulin Rouge in Boulevard de Clichy. Le immagini della sigla finale sono riprese a Parigi, a bordo di un bus turistico che percorre Cours Albert Ter, per arrivare in Place de l'Alma, dove si vede sullo sfondo la Torre Eiffel.
- Il cadavere scomparso: le immagini della sigla iniziale sono filmate a Senlis, una cittadina del dipartimento dell'Oise, poco a nord di Parigi. Nella prima sequenza Maigret passa in Place Henri IV, davanti al municipio di Senlis (l'edificio sul quale è esposta la bandiera francese) fermandosi poi poco oltre, in Rue Léon Fautrat (fra le immagini filmate, si legge il nome della cittadina nell'insegna di un negozio). Nelle immagini successive Maigret passa davanti alla cattedrale della cittadina (Notre-Dame de Senlis). L'inchiesta narrata in questo episodio, infatti, si svolge durante un temporaneo incarico di Maigret presso un piccolo commissariato di provincia. Si riconosce Mario Landi, il regista della serie televisiva, che in queste sequenze fa una breve apparizione: è l'uomo con occhiali e baffi accompagnato da una ragazza, che incrocia Maigret e lo saluta. Le immagini della sigla finale sono riprese a Parigi, a bordo di un bus turistico, tra gli occupanti Tony Renis che percorre Place de la Concorde, Rue Royale, Place de la Madaleine e Boulevard de la Madaleine.
- Maigret e l'ispettore sfortunato: le immagini della sigla iniziale sono filmate a Parigi. Maigret si trova all'interno della stazione F.D. Roosevelt della metropolitana di Parigi (il nome della stazione è visibile per alcuni secondi) e sale su uno dei convogli della Linea 1 in direzione Vincennes. In una sequenza dell'episodio, Maigret esce dal palazzo del Quai des Orfèvres, all'epoca sede della polizia giudiziaria; sale in macchina chiedendo di essere accompagnato in Rue Cortot. Nella scena successiva si vede l'auto arrivare in una via parigina che non è però la vera Rue Cortot. Le immagini della sigla finale sono riprese a Parigi, a bordo di un bus turistico che percorre Boulevard Saint-Germain, iniziando all'incirca dall'incrocio con Rue Saints-Pieres (mentre il cantante Tony Renis è inquadrato, si riconosce dietro di lui l'insegna del famoso Café de Flores, tuttora esistente, mentre poco dopo viene inquadrata l'Abbazia di Saint-Germain-des-Prés) fino ad arrivare all'incrocio con Boulevard Saint-Michel.
- La chiusa: le immagini della sigla iniziale sono filmate a Parigi, Maigret cammina lungo Quai de la Gare, nei pressi del Pont de Bercy. In quello stesso tratto di lungosenna, fra il Pont de Bercy e il Pont de Tolbiac, denominato Port de la Gare, sono filmate anche le prime sequenze in esterno della prima puntata. I vecchi edifici situati lungo Quai de la Gare, che si vedono in queste sequenze oggi non esistono più: furono abbattuti negli anni novanta per far posto ai grandi edifici che oggi ospitano la Biblioteca nazionale di Francia, mentre il tratto di fiume del Port de la Gare, che all'epoca delle riprese era utilizzato dalle chiatte da trasporto, è stato successivamente riconvertito a zona turistica occupata prevalentemente da barconi-ristorante. Le immagini della sigla finale sono riprese a Parigi, a bordo di un bus turistico che percorre lo stesso Quai de la Gare, superando inizialmente il Pont de Bercy e proseguendo poi in direzione sud verso il Pont de Tolbiac, che si distingue nella sequenza.
- Maigret sotto inchiesta: le immagini della sigla iniziale sono filmate a Parigi in Boulevard Saint-Germain. Si riconosce Mario Landi, il regista della serie televisiva, che in queste sequenze fa una breve apparizione: è l'uomo con occhiali e baffi che dà un'indicazione a Maigret davanti a un'edicola. In una sequenza della seconda puntata un gruppo di giovani con due auto sportive fa una scorribanda notturna per le vie di Parigi: partendo dall'Arc de Triomphe proseguono per gli Champs-Elysées, ruotano poi intorno alla fontana di Place de la Concorde, finché non vengono bloccati dalla polizia in Place des Pyramides, sotto alla statua di Giovanna d'Arco. In una scena della terza puntata, Maigret, che viaggia in un taxi, viene pedinato da un'auto della sicurezza in diverse vie che costeggiano la riva sinistra della Senna: il punto in cui il taxi di Maigret riesce a seminare l'auto della sicurezza è l'incrocio fra Quai d'Orsay e Pont de l'Alma: il taxi, superato il semaforo, fa inversione di marcia e torna indietro per Quai d'Orsay, mentre l'auto della sicurezza prosegue verso Quai Branly. Le immagini della sigla finale sono riprese a bordo di un bus turistico che percorre gli Champs-Elysées giungendo nei pressi dell'Arc de Triomphe.
- Nelle immagini delle sigle finali dei cinque episodi di questa serie, viene inquadrato per pochi secondi il cantante Tony Renis, l'interprete della canzone nella sigla stessa, seduto a bordo del bus turistico che percorre le vie di Parigi.

Quarta serie
- Il pazzo di Bergerac: le immagini della sigla iniziale sono filmate a Parigi: Maigret si ferma a mangiare ostriche al "Charlot", locale tuttora esistente, in Boulevard de Clichy, quasi all'angolo di Rue de Douai[N 5]. Diverse sequenze delle due puntate, che nella finzione dovrebbero raffigurare il centro di Bergerac, sono filmate in realtà a Tournan-en-Brie, paese nella regione dell'Île-de-France, poco a est di Parigi[N 6]: in particolare, la piazza con la fontana, più volte filmata nell'episodio, è quella che si apre lungo Rue de Paris, nel tratto fra Rue de Fossés e Rue de Provins. L'albergo nel quale alloggia Maigret durante la sua convalescenza, che si affaccia sulla piazza stessa di fronte alla fontana, è l'Hotel de la Croix Blanche: l'albergo, esistente per molti anni ancora, conserva la sua facciata immutata rispetto all'epoca delle riprese.[N 7] All'inizio della prima puntata (minuto 3'30" circa) si riconosce Mario Landi, il regista della serie televisiva, che nella sequenza nella quale Maigret sale in treno fa una breve apparizione: è l'uomo con occhiali e baffi che mostra il biglietto al controllore immediatamente prima del commissario.
- Il ladro solitario: le immagini della sigla iniziale sono filmate a Parigi, all'uscita della fermata Blanche della metropolitana, in Boulevard de Clichy (si intravede sullo sfondo la facciata del celebre locale Moulin Rouge). Si riconosce Mario Landi, il regista della serie televisiva, che in queste sequenze fa una breve apparizione: è l'uomo con occhiali e baffi che incrocia Maigret davanti a un'edicola. La scena della rapina al finale della prima puntata è stata filmata nei vecchi mercati di Parigi che si trovavano a Les Halles, demoliti pochi anni dopo le riprese. Alcuni esterni sono stati girati a Napoli: in particolare, l'albergo dove soggiornava "il ladro solitario" è stato collocato in via Crispi, a pochi metri  dalle scale dove Massimo Troisi girò alcune scene di Scusate il ritardo, scale oggi intitolate al grande attore napoletano.
- Maigret in pensione: alcune sequenze sono filmate in Rue Pierre Fontaine, a Parigi. Il locale notturno dove è avvenuto il delitto, infatti, è "L'indifferent", esistente come locale con lo stesso nome, che si trova in Rue Pierre Fontaine, all'incrocio con Rue de Douai[N 8]. Nel corso delle due puntate il luogo è filmato più volte, di giorno e di notte.
- Le immagini della sigla finale, sempre le stesse per i tre episodi della quarta serie, sono filmate a Parigi: si vede la cantante Amanda, che interpreta la canzone della sigla finale, uscire dal locale "L'indifferent", in Rue Fontaine (dove avviene il delitto dell'ultimo episodio) e avviarsi in direzione di Place Blanche. Successivamente percorre Boulevard de Clichy avviandosi verso Place de Clichy (si riconosce sullo sfondo il monumento al Maresciallo de Moncey posto al centro della piazza), e nell'ultima sequenza attraversa il Pont d'Iena, provenendo dal Palais de Chaillot, nell'area del Trocadéro che si vede sullo sfondo, dirigendosi infine verso la Torre Eiffel.

## Sigle
Nella prima stagione la sigla fu la canzone Le mal de Paris, del cantautore francese Marcel Mouloudji. Nella seconda, la sigla era il brano del cantautore Luigi Tenco Un giorno dopo l'altro, cantato nella versione in francese (Le temps file ses jours) per la sigla di apertura, e nella versione in italiano per la sigla di chiusura. Per la terza stagione venne utilizzata Frin Frin Frin di Tony Renis (in versione strumentale, eseguita dal complesso Talent Sound diretto da Antonio Coggio, per la sigla iniziale e nella versione cantata per la sigla finale), mentre per la quarta stagione furono scelti due brani interpretati dalla cantante marchigiana Amanda: Il respiro di Parigi per la sigla iniziale e Se non ci sei tu per quella finale. La canzone che due ragazzi ascoltano dal juke-box di un bar, al minuto 1.03'24" della terza puntata di "Maigret e l'ispettore sfortunato" è "Take a look" dei The Rokes (1967).